# Мика
Ми́ка — річка в Україні, в межах Черняхівського, Коростишівського та Радомишльського районів Житомирської області. Ліва притока Тетерева (басейн Дніпра). 
Довжина 42 км. Площа басейну 791 км². 
Бере початок в околицях села Високого, тече на схід та північний схід. Впадає у Тетерів на східних околицях міста Радомишля. 
На річці споруджено численні стави. Особливо великі вони в районі сіл Минійок, Травневого та Глиниці, а також на південній околиці Радомишля, в селі Папірня. В самому Радомишлі, де проходить міст, який  з'єднує Радомишль і Микгород, також є гребля. Вона перегороджує Мику, створуючі ставок, який простягається аж до місцевого пивзаводу. Ставок замулений і зарослий, але досить зарибнений.  Значне підживлення для Мики має також річка Коробочка, яка бере початок в околицях села Чайківка і впадає в Бистріївку. Протягом свого протікання Мику підживлюють значні джерела і річка-струмок Черча, який бере початок у полі на західній околиці Радомишля. 
Річка Мика має практичне значення для регіону. Значна мережа ставків дає можливість для рибальства. В річці водяться щуки, коропи, карась, лин, окунь, лящ, плотва, краснопір, бичок та інші риби. Місцеве населення заготовляє сіно і випасує худобу. На Папірні на річці був побудований млин, який майже все ХХ століття молов зернові для жителів району. Тепер він перебудований на музей української ікони. Завдяки м'якій воді У Радомишлі напочатку ХХ століття був закладений чехами  братами Альбрехтовими  пивоварний завод, який працює і нині. В 60-х роках ХХ століття у Папірні на греблі ставка була побудована мала гідроелектростанція, яка виробляла електричний струм для місцевих потреб.
Притоки: Свинолужка (права); Бистріївка (ліва).
- Назву річки виводять від молдавського мик, мика — «малий». Дослівно: «Невеличка річка». Гадають, перенесені волохами-переселенцями. Найдавнішою формою назви був варіант Мук. Звідси ж і назва давньоруського міста Микгород на річці Мик, нині частина Радомишля.